# William Dudley Pelley
William Dudley Pelley (Lynn, 12 marzo 1890 – Noblesville, 30 giugno 1965) è stato un politico, giornalista e scrittore statunitense noto per essere stato il fondatore della Legione d'argento d'America, un'organizzazione politica e paramilitare americana di estrema destra.

## Biografia

### Primi anni
Pelley nacque a Lynn, in Massachusetts, il 12 marzo 1890. La sua era una famiglia molto povera: suo padre, William George Apsey Pelley, era un calzolaio, mentre sua madre Grace era una casalinga.

### La carriera nel giornalismo e nel cinema
In gran parte autodidatta, Pelley divenne in poco tempo un giornalista e, ottenendo una certa fama per le sue capacità di scrittore, riuscì a far pubblicare i suoi primi articoli su quotidiani importanti come il Chicago Tribune. Nel 1917 però decise di interrompere bruscamente la sua nascente carriera per entrare a far parte della Croce Rossa in Siberia, dove prese parte alla guerra civile russa a fianco del Movimento dei Bianchi, dove sviluppò un forte sentimento anticomunista. Al suo ritorno negli Stati Uniti, nel 1920, divenne uno sceneggiatore ad Hollywood, dove scrisse il film The Light in the Dark (1922), diretto da Clarence Brown. Pelley tuttavia iniziò presto a rimanere deluso dall'industria cinematografica a causa del rifiuto delle sue sceneggiature da parte di alcuni dirigenti di studio ebrei, cosa che lo rese profondamente antisemita. Infine, nel 1932, Pelley decise di abbandonare Hollywood una volta per tutte, trasferendosi a New York per dedicarsi completamente alla sua carriera di scrittore.

### Attività politica

Bandiera della Legione d'Argento d'America

#### Fondazione della Legione d'Argento
Già attivo in politica dai tempi della Grande Depressione, Pelley, dopo che Adolf Hitler divenne Cancelliere della Germania il 30 gennaio 1933, decise di fondare la Legione d'Argento d'America, un'organizzazione i cui principali ideali politici erano il fascismo, l'antisemitismo, il corporativismo e il suprematismo bianco. Gli iscritti alla Legione, che in breve tempo divennero più di quindicimila, erano chiamati "camicie d'argento" (come riferimento alle camicie nere dell'Italia fascista) e si riferivano a Pelley come "Chief" ("Capo").

#### Candidatura a presidente degli Stati Uniti
Nel 1935 Pelley fondò il Partito Cristiano ("Christian Party") e si candidò alle elezioni presidenziali del 1936, poi vinte da Franklin Delano Roosevelt. La campagna elettorale ebbe però uno scarso successo, permettendogli di ottenere solamente 1600 voti.

#### Opposizione a Roosevelt e arresto
Nonostante il fallimento della sua candidatura, Pelley continuò ostinatamente ad opporsi a Roosevelt, soprattutto quando le relazioni tra gli Stati Uniti e l'Impero del Giappone cominciarono a farsi tese, accusando il presidente di essere un guerrafondaio e sostenendo l'isolazionismo. Tuttavia, anche se Pelley si vide costretto a sciogliere la Legione d'Argento in seguito all'attacco a Pearl Harbor, egli venne comunque arrestato nel 1942, con l'accusa di tradimento e sedizione.

### Ultimi anni di vita

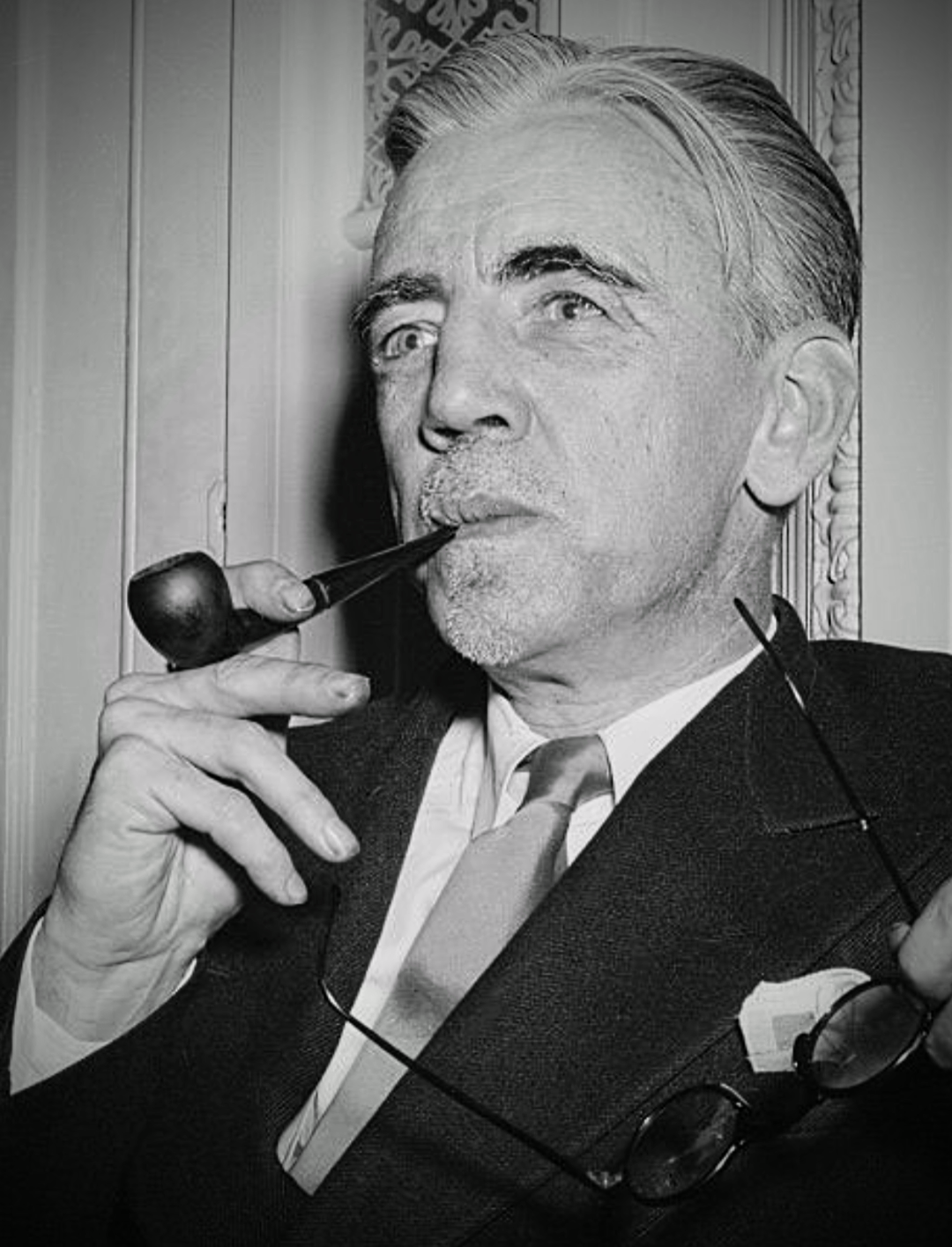
Fotografia ritraente William Dudley Pelley mentre fuma, probabilmente risalente agli anni cinquanta

Rilasciato nel 1950 con la condizione che rimanesse nell'Indiana centrale e desistesse da ogni attività politica, Pelley morì nella sua casa a Noblesville il 30 giugno 1965. Poco prima di morire sviluppò un'elaborata filosofia religiosa chiamata "Soulcraft" basata sulla fede negli UFO e negli extraterrestri.

## Spiritismo
William Dudley Pelley divenne noto nel 1928 quando pubblicò sul The American Magazine un articolo in cui descriveva una sua presunta esperienza paranormale extracorporea, durante la quale raccontò di aver viaggiato su altri piani di esistenza privi di esseri viventi corporei. In scritti successivi la descrisse come un'esperienza "ipo-dimensionale" e aggiunse di aver incontrato anche Dio e Gesù, che lo incaricarono di "trasformare spiritualmente l'America". Gli articoli in cui parlava delle sue esperienze metafisiche e dei suoi contatti medianici con i morti contribuirono ad aumentare la sua visibilità, permettendogli di reclutare più facilmente dei tesserati per la legione d'argento.

## Filmografia
- One-Thing-At-a-Time O'Day (1919)
- The Light in the Dark (1922)
- Back Fire (1922)
- The Fog (1923)
- As a Man LIves (1923)
- Her Fatal Millions (1923)
- Il principe amante (1929)
- Come Across (1929)